# Mycena mucor
Mycena mucor är en svampart som först beskrevs av August Johann Georg Karl Batsch, och fick sitt nu gällande namn av Lucien Quélet 1875. Enligt Catalogue of Life ingår Mycena mucor i släktet Mycena,  och familjen Mycenaceae, men enligt Dyntaxa är tillhörigheten istället släktet Mycena,  och familjen Favolaschiaceae. Arten är reproducerande i Sverige. Inga underarter finns listade i Catalogue of Life.